# Sinthusa mindanensis
Sinthusa mindanensis är en fjärilsart som beskrevs av Hayashi, Schroder och Colin G.Treadaway 1978. Sinthusa mindanensis ingår i släktet Sinthusa och familjen juvelvingar. Inga underarter finns listade i Catalogue of Life.

## Bildgalleri

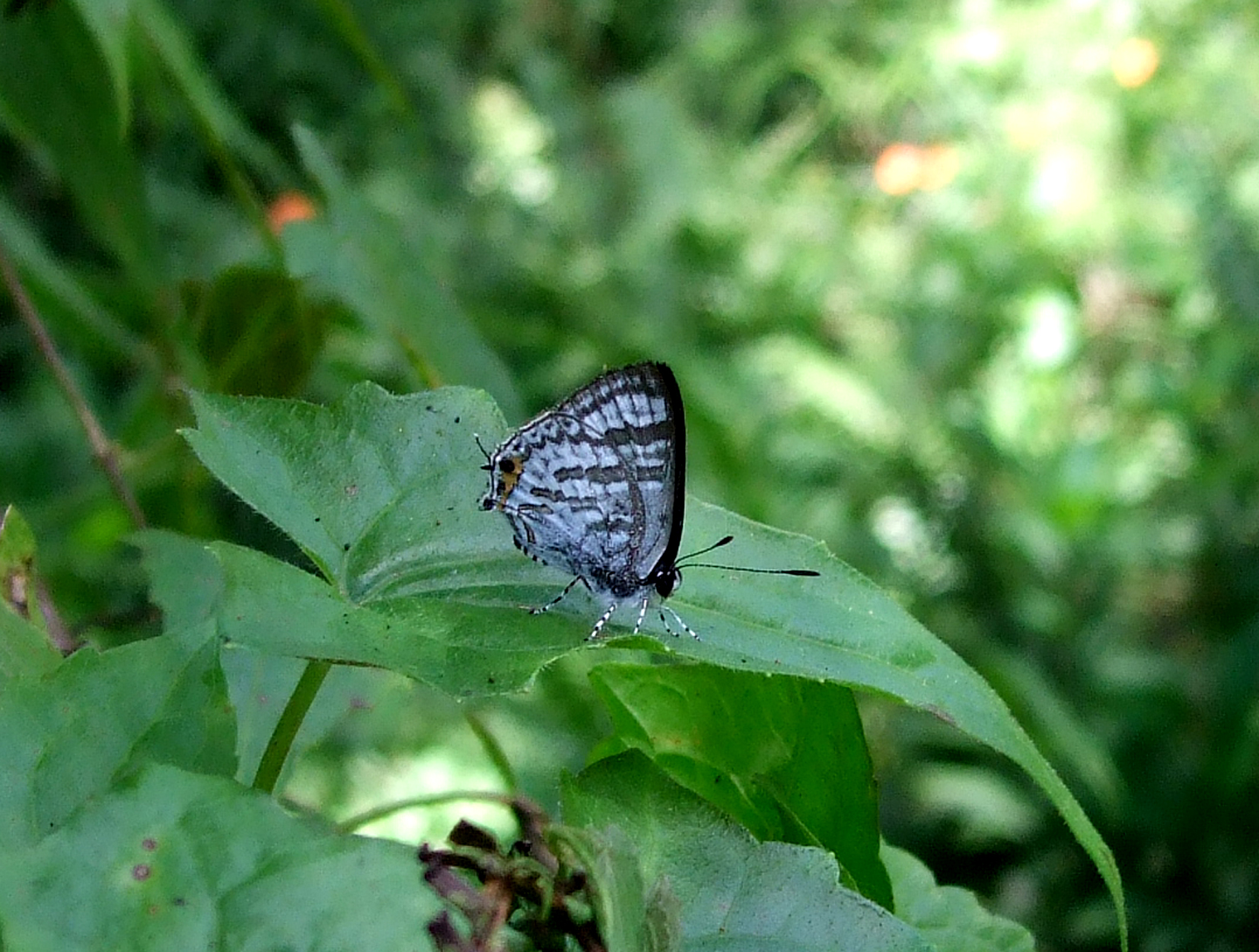
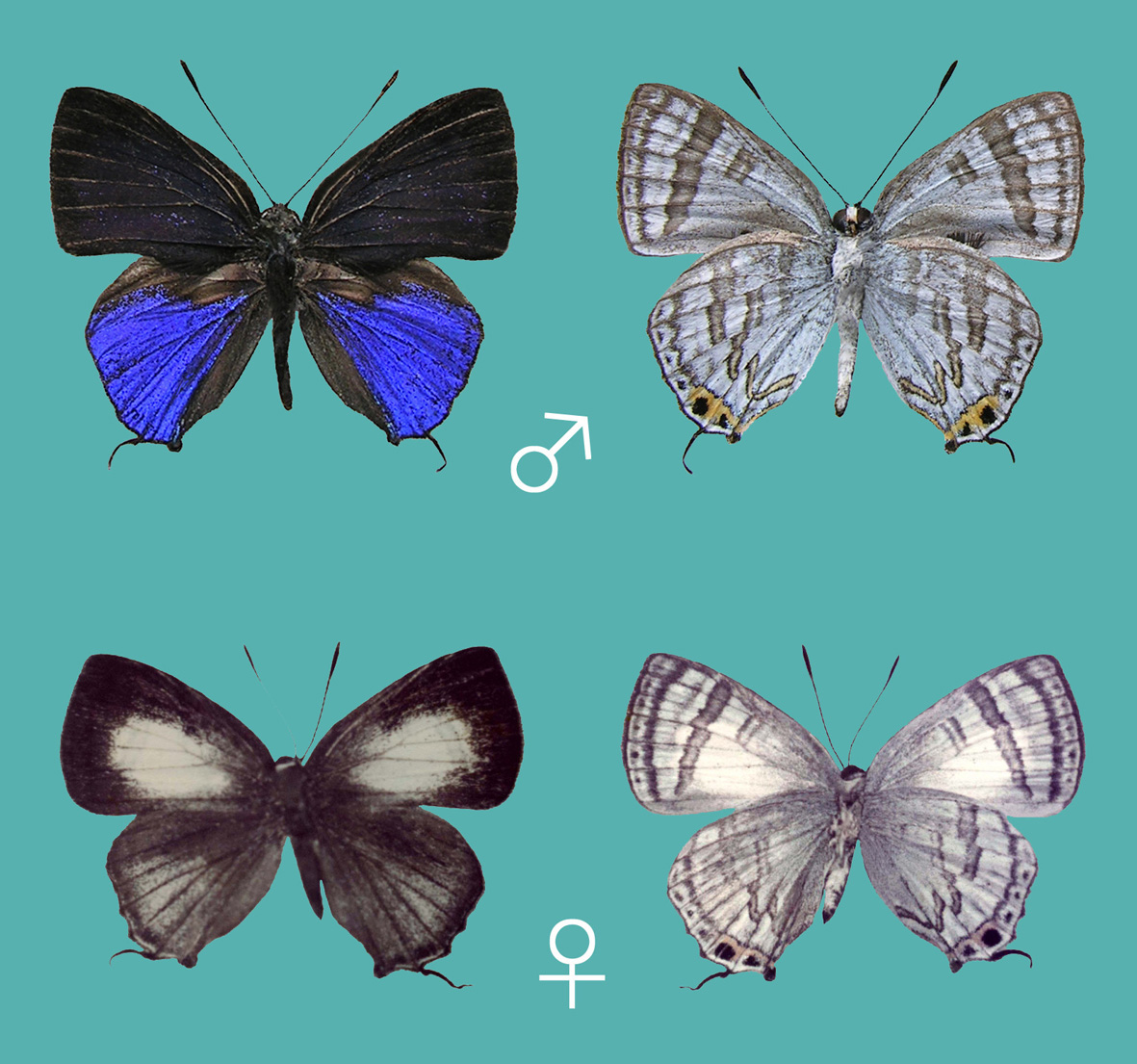